# Kanadas penninghistoria
Kanadas penninghistoria var till införandet av den federala kanadadollarn 1871 historien om myntbrist, sedelmynt, många länders cirkulerande valutor och åtminstone fem olika sorters räknemynt.

## Franska regimen

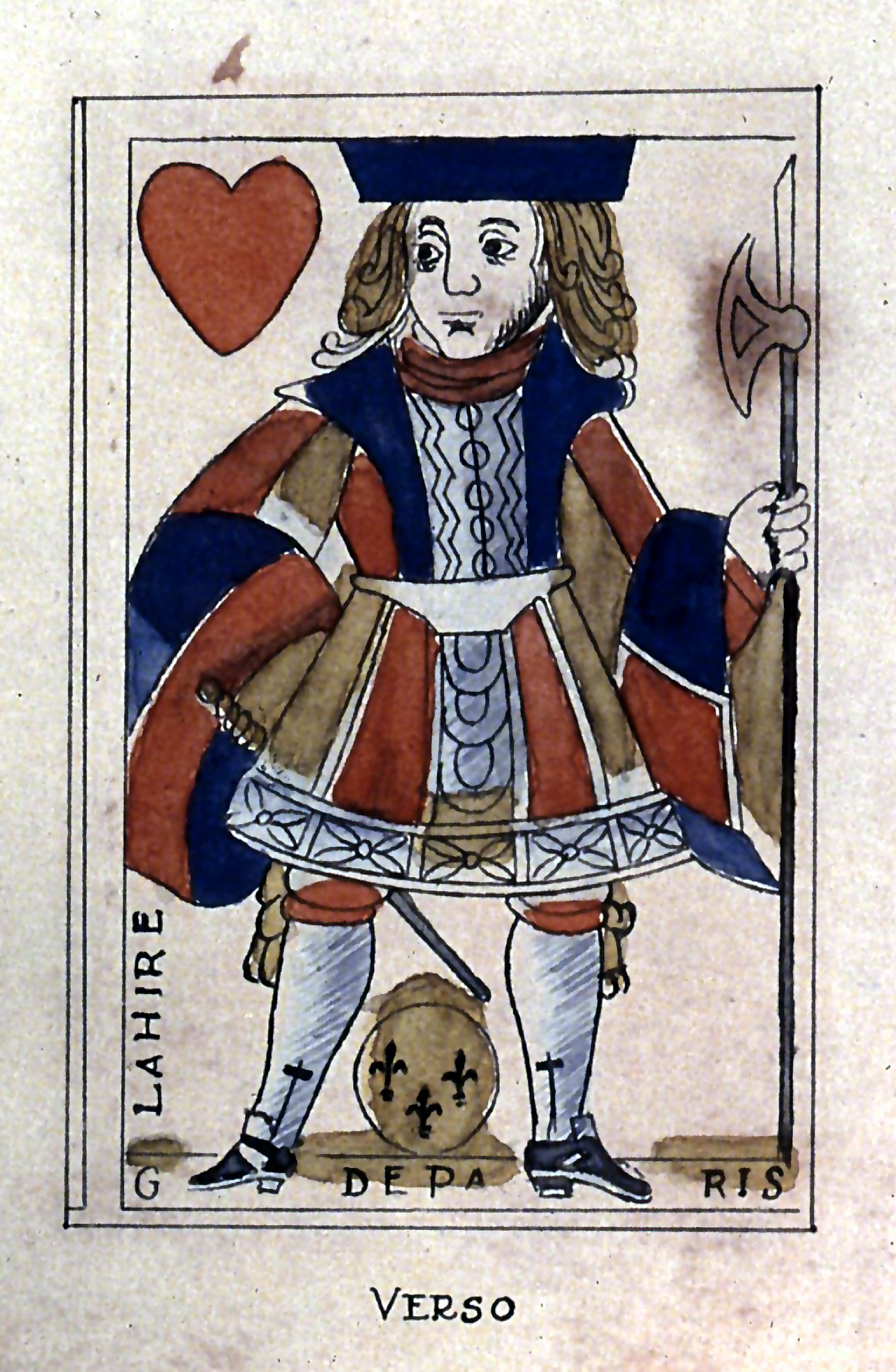
Spelkortsmynt från Nya Frankrike.

I Nya Frankrike användes de franska räknemyntet livre. I cirkulation var franska guld- och silvermynt av olika valörer, men på grund av de risker som mynttransporten över haven medförde åsattes mynten sedan 1664 ett värde som var 1/8 högre än i moderlandet. 1680 höjdes värdet på monnoye de pays (landets räknemynt) till 1/3 högre än monnoye de France (franska räknemynt). 1717 avskaffades detta premium. 1670 började Frankrike prägla silver- och kopparmynt, som inte var lagliga betalningsmedel i Frankrike, utan enbart avsedda för de västindiska kolonierna. En del av dessa mynt kom dock till Kanada. I Kanada cirkulerade även spanska dollar (piastrar). Dessa vägdes och värderades i livre av de franska kolonialmyndigheterna och överstämplades med det åsatta värdet. Myntbristen gjorde att myndigheterna från 1685 använde övertryckta spelkort som sedelmynt. Med tiden utgavs för många sådana spelkortsmynt och inflation uppstod. Sedlarna drogs in 1717, vilket åstadkom en  recession och 1729 fick kolonialmyndigheterna tillstånd att återigen utge spelkortssedlar. De utgav också skattkammarväxlar, men vid tiden för Kanadas övergående till Storbritannien hade både spelkortssedlarna och skattkammarväxlarna kraftigt förlorat i marknadsvärde. Efter freden i Paris 1763 lovade Frankrike att inlösa sedlar och växlar mot statsobligationer. Dessa blev dock värdelösa vid Frankrikes finansiella kollaps cirka tio år senare.

## Brittiska regimen
I Brittiska Nordamerika var pound det viktigaste räknemyntet. Myntbristen var dock akut och mynt från en mängd länder cirkulerade. Det var inte bara franska och engelska mynt utan även portugisiska och spanska samt olika mynt från de spanska kolonierna i Latinamerika, framförallt Mexiko, Peru och Colombia. Varje koloni hade till mitten på 1800-talet lagstiftningsrätt i penningfrågor och varje koloni bestämde alltså själv efter vilken kurs olika myntsorter skulle omräknas. När en officiell omräkningskurs (standard) var fastställd blev de främmande mynten  lagliga betalningsmedel i den kolonin. Standarden var baserad på myntens ädelmetallinnehåll men varierade ändå mellan kolonierna. Standarden var dock alltid högre än motsvarande växelkurs i London. En spansk dollar, som var det viktigaste cirkulerande myntet Nordamerika, värderades till 4/6 i London, 5 shilling i Halifax, 6 shilling i New England, 7/6 i Pennsylvania och 8 shilling i New York. 
De två viktigaste standarder som användes i Kanada var Halifaxstandard och Yorkstandard. Halifaxstandard var fastställd av den lagstiftande församlingen i Nova Scotia 1758. Den bestämde räknemyntet till pund, shilling och pence och fastställde värdet av en fullviktig spansk dollar till 5 shilling, vilket gjorde den till lagligt betalningsmedel i Nova Scotia. Halifaxstandard antogs senare även i Québec, New Brunswick och Prince Edward Island. I Ontario däremot, som efter den amerikanska revolutionen bildades som kolonin Övre Kanada, användes Yorkstandard, dvs. den standard om 8 shilling för en spansk dollar som gällde i New York. Denna standard var den som de lojalistiska flyktingarna till Övre Kanada var vana vid. Yorkstandard användes också en tid av köpmännen i Montréal. 1796 infördes dock officiellt Halifaxstandard även i Övre Kanada, även om Yorkstandard länge kom att användas på marknaden, framförallt på landsbygden. 
Sedelmynt från Massachusetts cirkulerade före det amerikanska frihetskriget i Nova Scotia och arméväxlar användes som papperspengar under 1812 års krig. Räntebärande skattkammarväxlar utfärdades av en del kolonier och orsakade på grund av överutgivning lokal inflation. De första egentliga sedlarna utgavs av oktrojerade privatbanker i Québec från 1817; senare även i Ontario. Värdet angavs i dollar och var återlösbart i specie. Från 1830-talet angavs värdet både i dollar och pund. Amerikanska dollarsedlar cirkulerade även i Ontario och Québec. De privatbankssedlar som utgavs i Nova Scotia och andra Atlantprovinser angav däremot värdet i pund, shilling och pence. 

## Det förenade Kanada

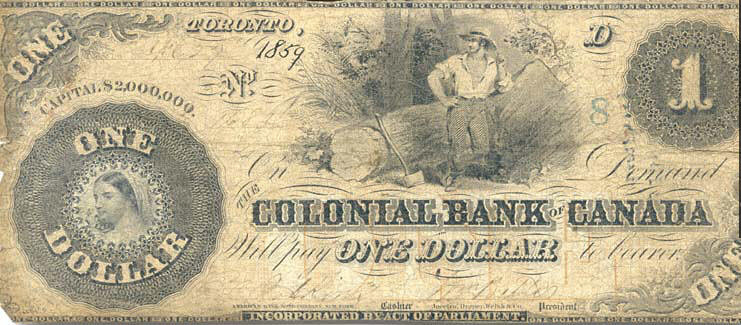
Kanadensisk privatbanksedel från 1859.

Under perioden 1841-1871 genomfördes en rad statspolitiska och penningpolitiska reformer i Brittiska Nordamerika vilka ledde till att det förenade Kanada  bildades 1867 och att en gemensam federal dollar infördes 1871. Övre och Nedre Kanadas (Ontarios och Québecs) förening till provinsen Kanada 1841 efterföljdes av penninglagstiftning 1842 vilket värderade det brittiska guldpundet (Sovereign) till £1/4/6 i lokal valuta, medan det amerikanska tiodollarsmyntet i guld (Gold Eagle) värderades till £/2/10/0. Bägge mynten var lagliga betalningsmedel tillsammans med fullviktiga amerikanska och spanska silverdollar (värderade till £0/5/1; i det närmaste lika som den gamla Halifaxstandarden). Den förenade provinsen Kanada införde 1854 dollar och cent jämte pund, shilling och pence som kanadensiska räknemynt. 1842 års standard bibehölls och värdet på en amerikansk Gold Eagle sattes till 10 dollar kanadensiskt mynt, dvs. en kanadadollar var lika med en amerikansk dollar. Redan 1857 gjordes kanadadollarn till officiellt räknemynt för provinsförvaltningen samtidigt som kanadensiska silver- och bronsmynt i centvalörer började präglas. De övriga kolonierna i Brittiska Nordamerika införde gradvis också dollar och cent som räknemynt. Dock fastställdes kursen gentemot guldpundet annorlunda i Nova Scotia och Newfoundland. 
Finanskrisen 1857 och åtföljande recession gjorde att några sedelutgivande kanadensiska privatbanker kollapsade och det följande bristande förtroendet för sedelmynten hindrade en snabb ekonomisk återhämtning. Det var dock inte förrän 1866, och till följd av egna finansiella svårigheter, som provinsen Kanada började utge egna sedlar. I det förenade Kanada låg ansvaret för den penningpolitiska lagstiftningen på den federala regeringen. Provinsernas sedelutgivning övertogs därför av denna under namnet Dominion notes. Nova Scotia behöll dock sin egen valuta till 1871, då kanadensisk standard infördes och Nova Scotia-valuta inlöstes i relationen 75 Nova Scotia-cent mot 73 Kanadacent. 

## Växelkurser
| För att växla från - till: multiplicera med | Dollars | Pound sterling | Pound army sterling | Pound Halifax currency | Pound Quebec currency | Pound York currency | Livre françaises ancien cours | Livre Grand Portage currency |
| ------------------------------------------- | ------- | -------------- | ------------------- | ---------------------- | --------------------- | ------------------- | ----------------------------- | ---------------------------- |
| Dollars                                     | 1,0000  | 0,2250         | 0,2333              | 0,2500                 | 0,3000                | 0,4000              | 6,0000                        | 3,0000                       |
| Pound sterling                              | 4,4444  | 1,0000         | 1,0371              | 1,1111                 | 1,3333                | 1,778               | 26,6664                       | 13,3332                      |
| Pound army sterling                         | 4,2857  | 0,9643         | 1,0000              | 1,0714                 | 1,2857                | 1,7143              | 25,7147                       | 12,8574                      |
| Pound Halifax currency                      | 4,0000  | 0,9000         | 0,9333              | 1,0000                 | 1,2000                | 1,6000              | 24,0000                       | 12,0000                      |
| Pound Quebec currency                       | 3,3333  | 0,7500         | 0,7778              | 0,8333                 | 1,0000                | 1,3333              | 19,9998                       | 9,9999                       |
| Pound York currency                         | 2,500   | 0,5635         | 0,5833              | 0,6250                 | 0,75000               | 1,0000              | 15,0000                       | 7,5000                       |
| Livre françaises ancien cours               | 0,1667  | 0,0375         | 0,0389              | 0,0417                 | 0,0500                | 0,0667              | 1,0000                        | 2,0000                       |
| Livre Grand Portage currency                | 0,3334  | 0,0750         | 0,0778              | 0,0833                 | 0,1000                | 0,1334              | 2,0000                        | 1,0000                       |
| Källa:                                      |         |                |                     |                        |                       |                     |                               |                              |

- 1 dollar = 100 cent. Dollars var spanska och amerikanska silverdollar; senare amerikanska gulddollar.
- 1 pund = 20 shilling, 1 shilling = 12 pence. Pund var dels brittiska pund sterling, dels räknemynt efter Halifax och York standarderna. Army sterling var det räknemynt som användes 1757 - 1825 för att beräkna de brittiska truppernas avlöning i Nordamerika.
- 1 livre = 20 sols, 1 sol = 12 deniers. Livre françaises ancien cours var ett räknemynt som gick tillbaka på den franska regimens silvermynt. Livre Grand Portage currency (eller Northwest currency) var det räknemynt som användes av North West Company för att beräkna lönerna för sina voyageurer.